# Lepiota castanea
Lepiota castanea (Lucien Quélet, 1881) din încrengătura Basidiomycota în familia Agaricaceae și de genul Lepiota este o specie saprofită de ciuperci letale. Nu se cunosc denumiri pupulare ale acesteia. Soiul trăiește în România, Basarabia și Bucovina de Nord, nu foarte răspândit, de la câmpie la munte, de preferat pe sol bogat în nutrienți, preponderent în grupuri, în păduri de conifere, foioase și mixte, sub fagi și molizi, la marginea lor și a drumurilor, dar, de asemenea, în parcuri și grădini, adesea pe lângă tufe de mure și urzici, chiar și pe un așternut de frunze sau ace. Timpul apariției este din iunie-iulie până în noiembrie.

## Taxonomie

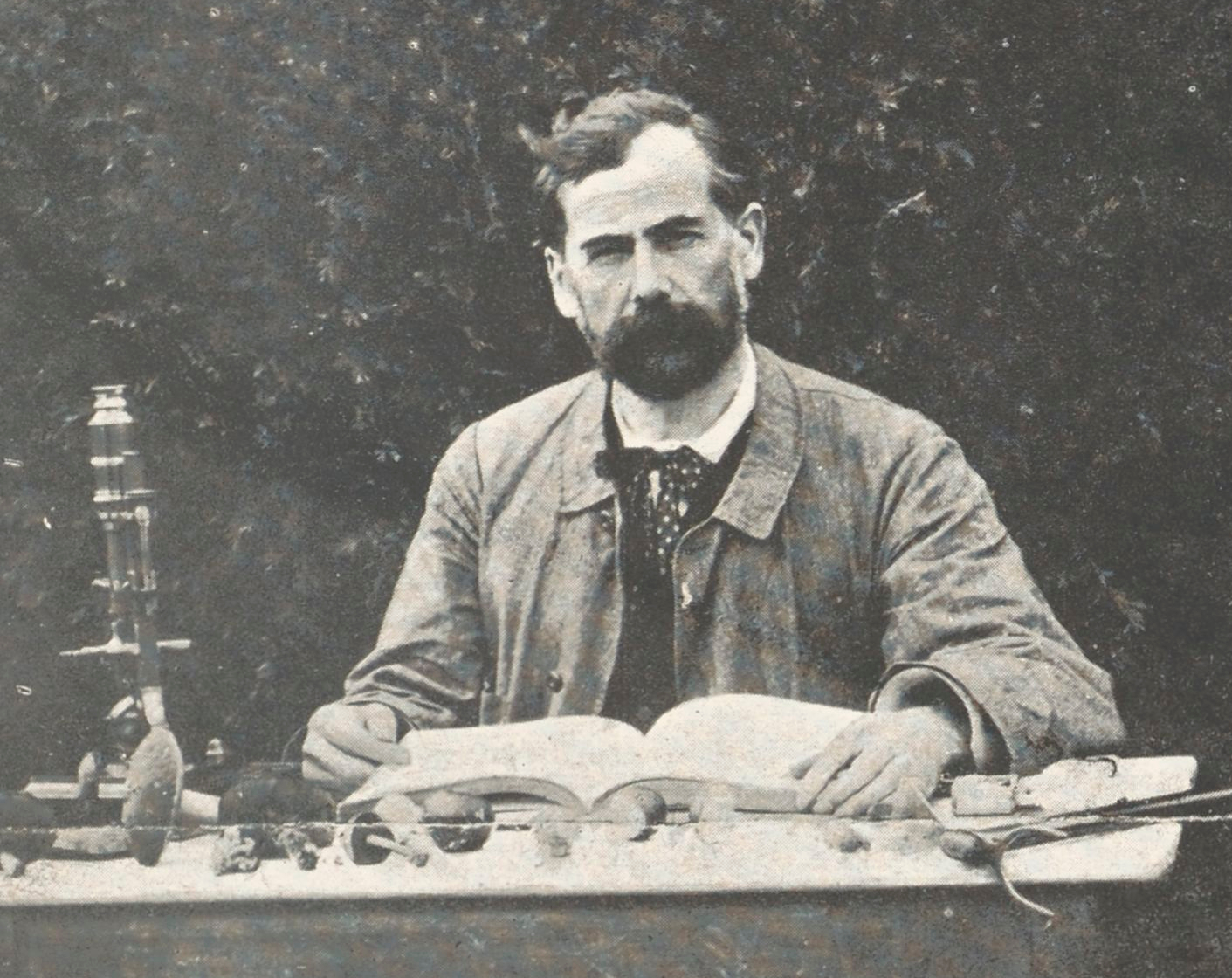
Lucien Quelet

Numele binomial a fost determinat drept Lepiota castanea de renumitul micolog francez Lucien Quélet în volumul 9 al jurnalului științific Comptes Rendus de l´Association Française pour l´Avancement des Sciences din 1881, fiind și numele curent valabil (2020).
Taxonul pentru specia Lepiota ignicolor, descris de cunoscutul micolog italian Giacomo Bresadola în volumul 2 al operei sale Fungi tridentini novi vel nondum delineati et iconibus illustrati (scrisă în limba latină) din 1892, este văzut de Index Fungorum sinonim al speciei aici descrise, dar majoritatea autorilor precum comitetul de nomenclatură Mycobank o desemnează drept soi independent.
Toate celelalte denumiri sunt acceptate sinonim, dar, nefiind folosite, sunt neglijabile.
Epitetul este derivat din cuvântul latin (latină castaneus=castaniu).

## Descriere

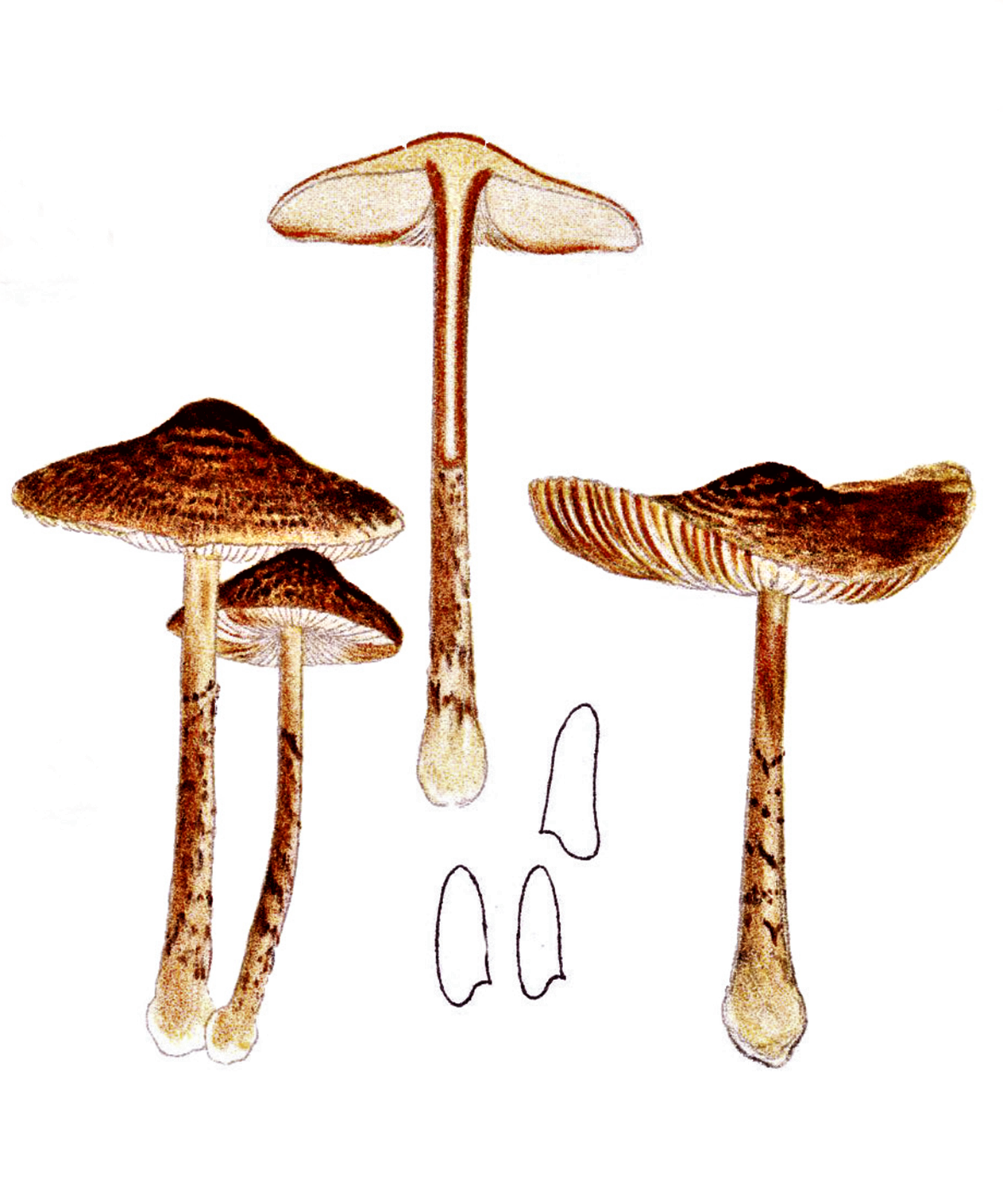
Lange: Lepiota castanea

- Pălăria: cu marginea slab franjurată are un diametru de 3-5 (7)cm, este destul de subțire, inițial conică, apoi convex cocoșată cu rupturi, iar în sfârșit aplatizată precum clar deprimată în centru și ondulată la periferie. Cuticula slab gălbuie este învelită inițial într-un strat vălurat și aspru brun-portocaliu, care se rupe repede, formând o mulțime de solzi fibroși roșu-maronii, castanii până aproape brun-negricioși, orânduiți în zone concentrice, coloritul fiind în centru mai închis.
- Lamelele: sunt ceva spațiate, nu prea groase și bulboase spre tijă, cu lameluțe intercalate și muchii albicioase slab dințate, seamănă să fie libere, dar, într-adevăr, strâmt aderate la picior. Coloritul pentru lung timp alb până crem-albicios devine la bătrânețe slab maroniu, nu rar cu pete de aceiași culoare. După apăsare se decolorează brun.
- Piciorul: dezvoltă o lungime de 3-5 (6)cm, având un diametru de  0,4-0,6cm, este fibros, fragil, cilindric, central gol pe dinăuntru, cu o bază numai puțin bulboasă. Prezintă o zonă inelară trecătoare albicioasă. Coaja foarte subțire este în partea de sus netedă crem-albicioasă până bej, iar în cea de jos, spre bază, palid maronie și fibros solzoasă. În vârstă sau la apăsare capătă pete brune.
- Carnea: este destul de subțire și moale, în pălărie și la bază albă, în picior ușor ocru până brun-portocalie, străbătută de fibrile brun-albicioase, având un miros ierbos, puțin dulcișor, plăcut fructuos, asemănător unui măr verde, care devine la bătrânețe respingător, asemănător Lepiota aspera, însă mai slab, gustul fiind blând de ciuperci. Nu gustați niciodată buretele pentru că este foarte toxic.[3][4]
- Caracteristici microscopice: sporii au o formă alungită în formă de glonț, fiind pintenați lateral, hialini, (translucizi) granulați în interior, amiloizi (ce înseamnă colorabilitatea structurilor tisulare folosind reactivi de iod), dextrinoizi cu reactivul lui Melzer, având o mărime de 10-13 x 3,4-4,5 microni. Pulberea lor este albă. Basidiile clavate și pediculate poartă câte 4 sterigme fiecare și măsoară 30-35 x 7-8 microni. Cheilocistide (elemente sterile situate pe muchia lamelor) de 28-32 x 5-8 microni cu fibule sunt utriforme, cilindrice până pântecos-cilindrice, mai deloc clavate și înghesuite dens. Pileocistidele (elemente sterile de pe suprafața pălăriei) cu hife septate, pigmentate brun, și ele cu fibule, sunt cilindrice cu un aspect de furtun și măsoară aproximativ 150-200 x 10-20 microni.[9][10][11][12]
- Reacții chimice: carnea buretelui se decolorează cu tinctură de Guaiacum albastru.[13]

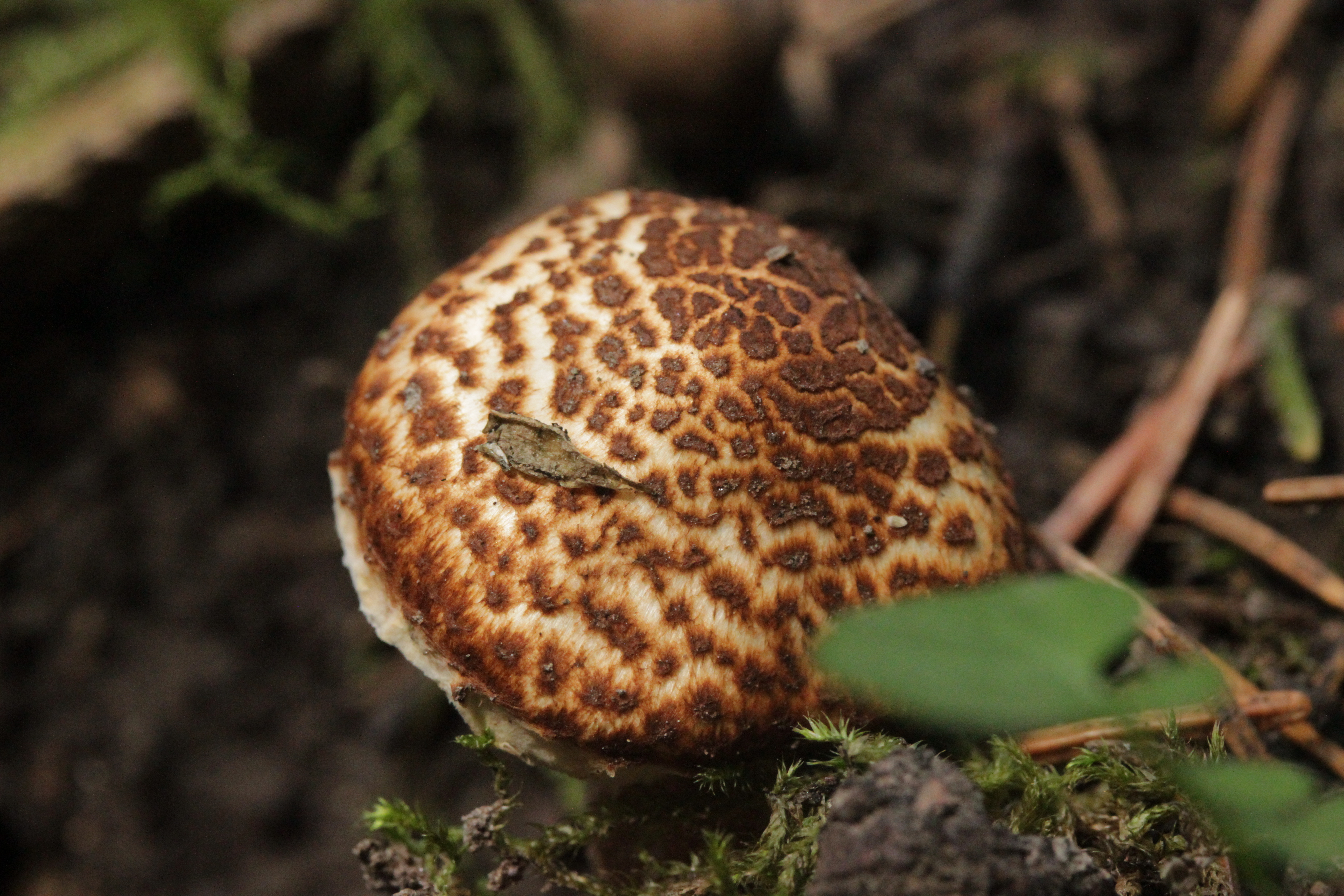
L. castanea, pălărie
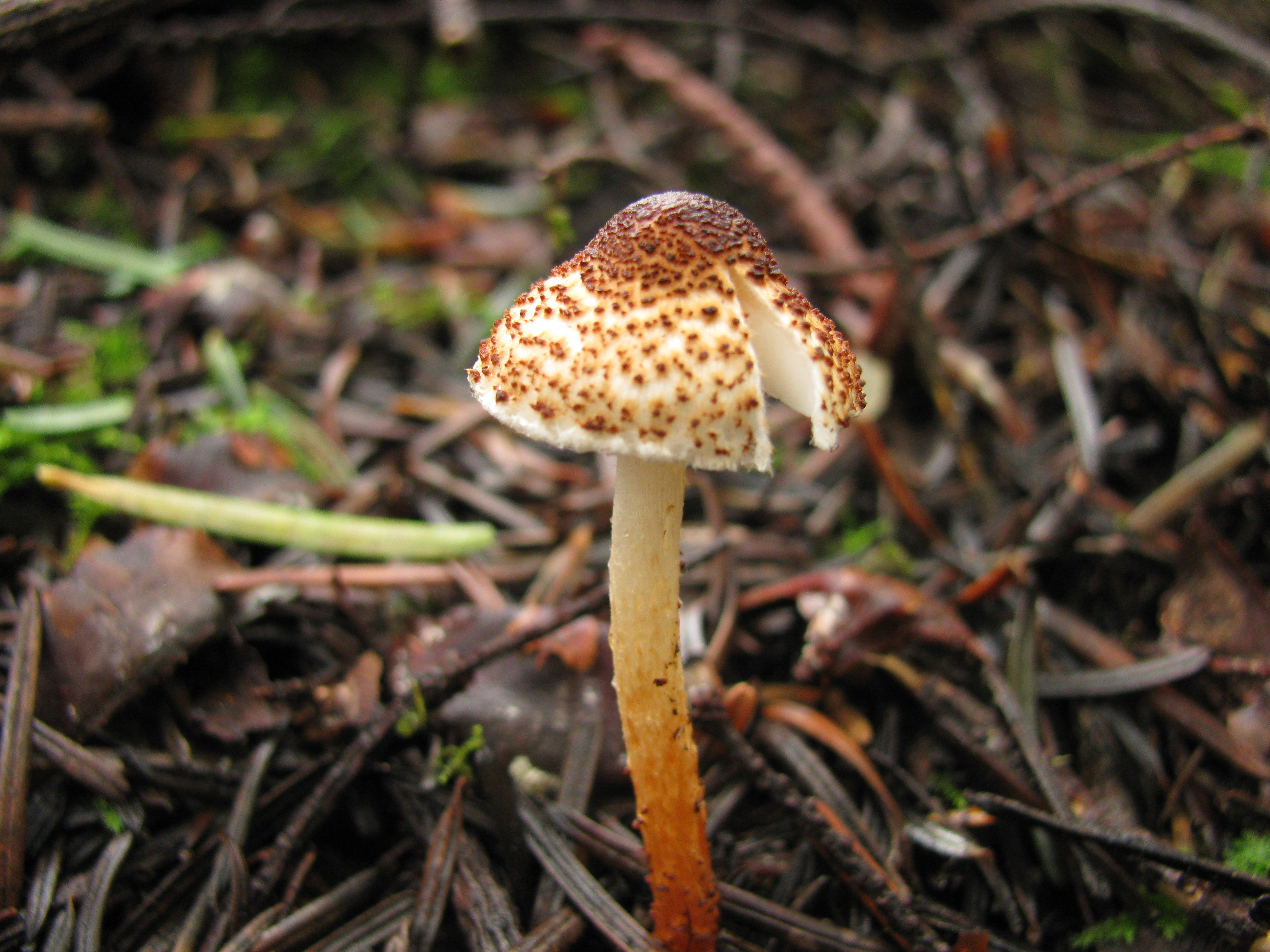
L. castanea mai tânără
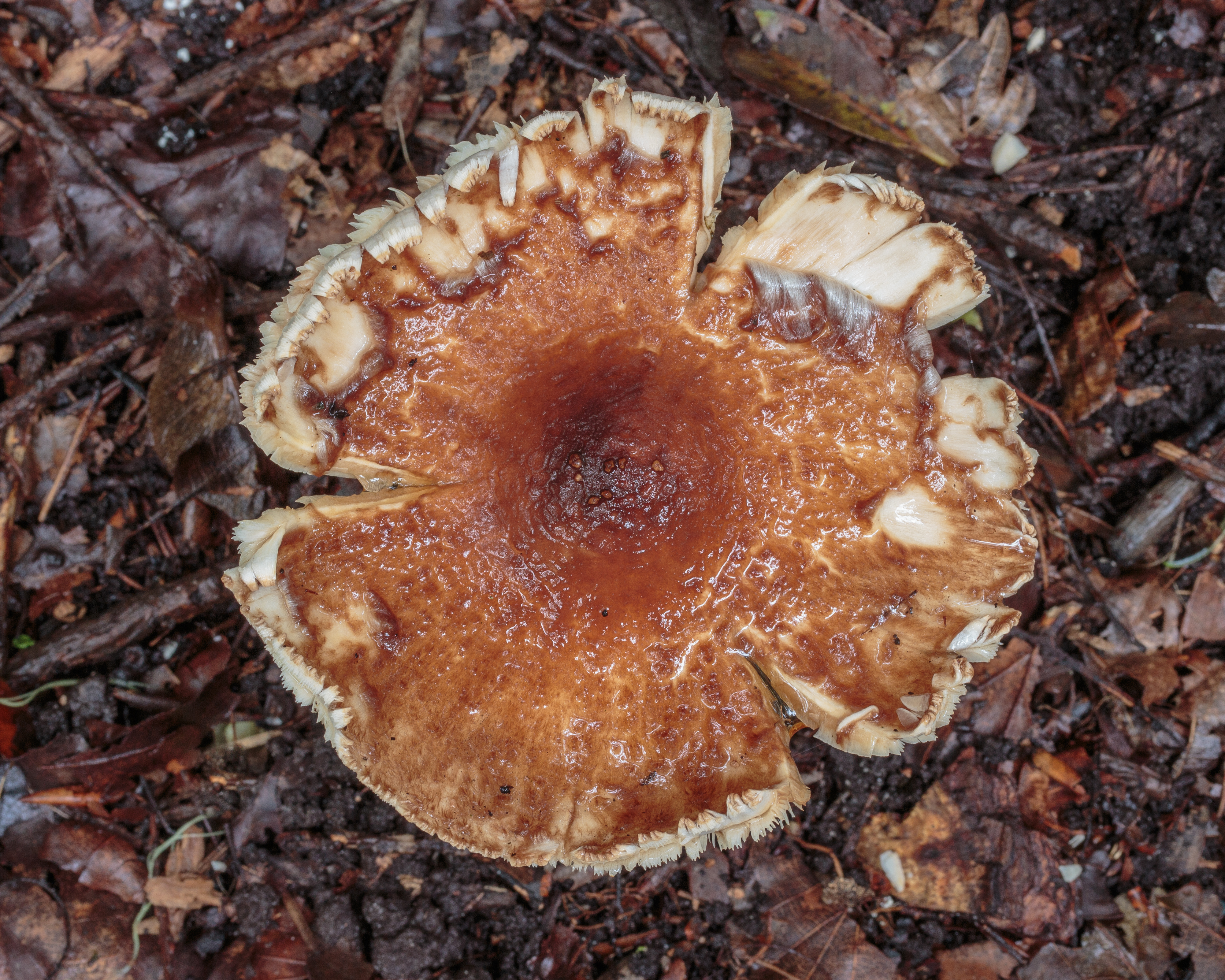
L. castanea bătrână

## Confuzii
Lepiota castanea poate fi confundată cu alte specii ale genului preponderent otrăvitoare sau chiar letale, cum sunt de exemplu: Lepiota boudieri, Lepiota brunneoincarnata (letală), Lepiota clypeolaria, Lepiota cristata, Lepiota eriophora (miros aromatic, de ciuperci), Lepiota felina, Lepiota helveola, Lepiota hystrix (necomestibilă), Lepiota ignivolvata (comestibilă), Lepiota kühneri (letal) + imagini, Lepiota lilacea, Lepiota magnispora, Lepiota ochraceofulva (suspectă, probabil otrăvitoare), Lepiota perplexa, Lepiota pseudolilacea sin. Lepiota pseudohelveola (letală), Lepiota subincarnata (letală) sau cu Cystoderma amianthinum (comestibil), Cystoderma carcharias (necomestibil), și Cystodermella cinnabarina (comestibilă).

## Specii asemănătoare în imagini

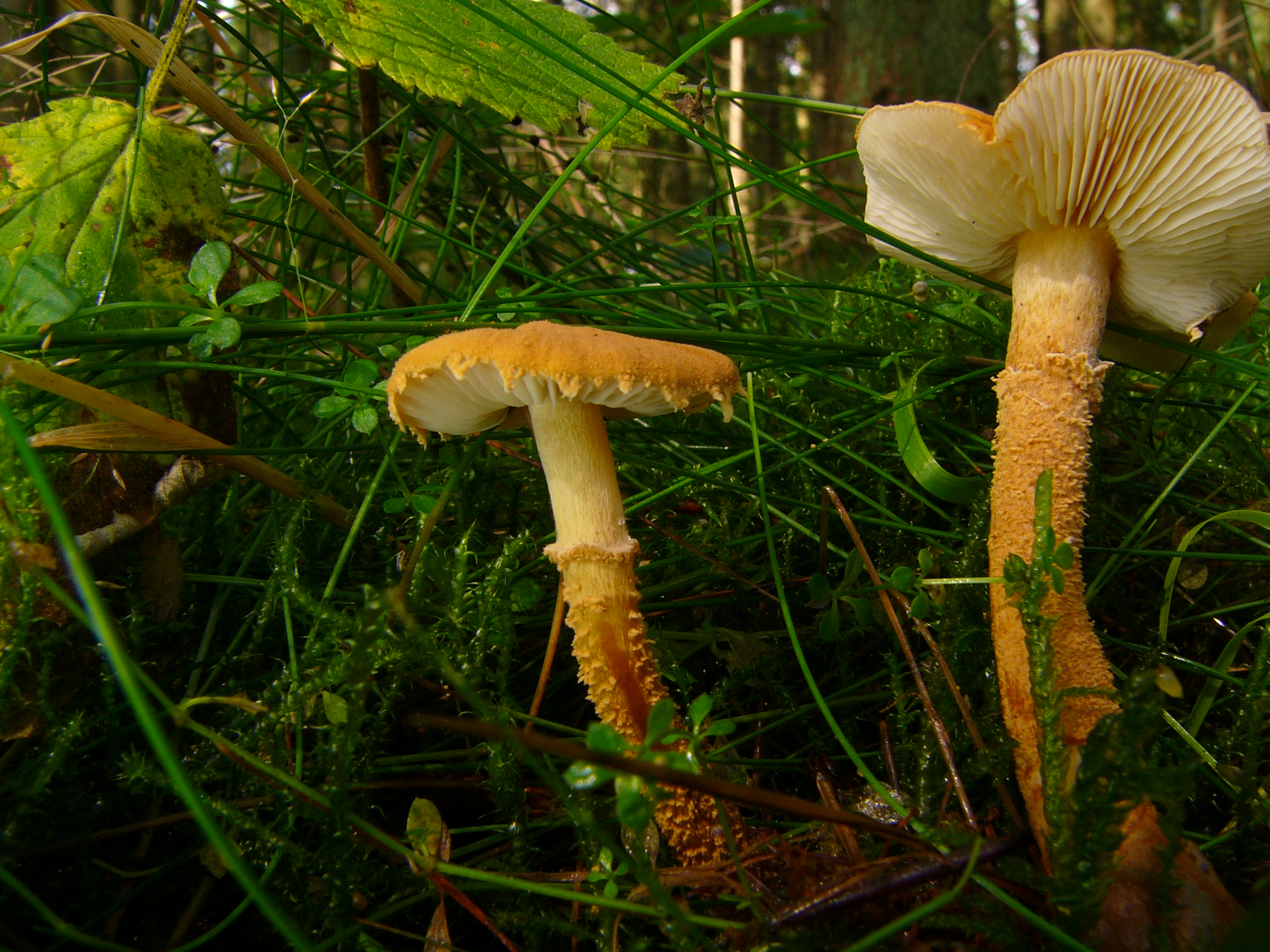
Cystoderma amianthinum
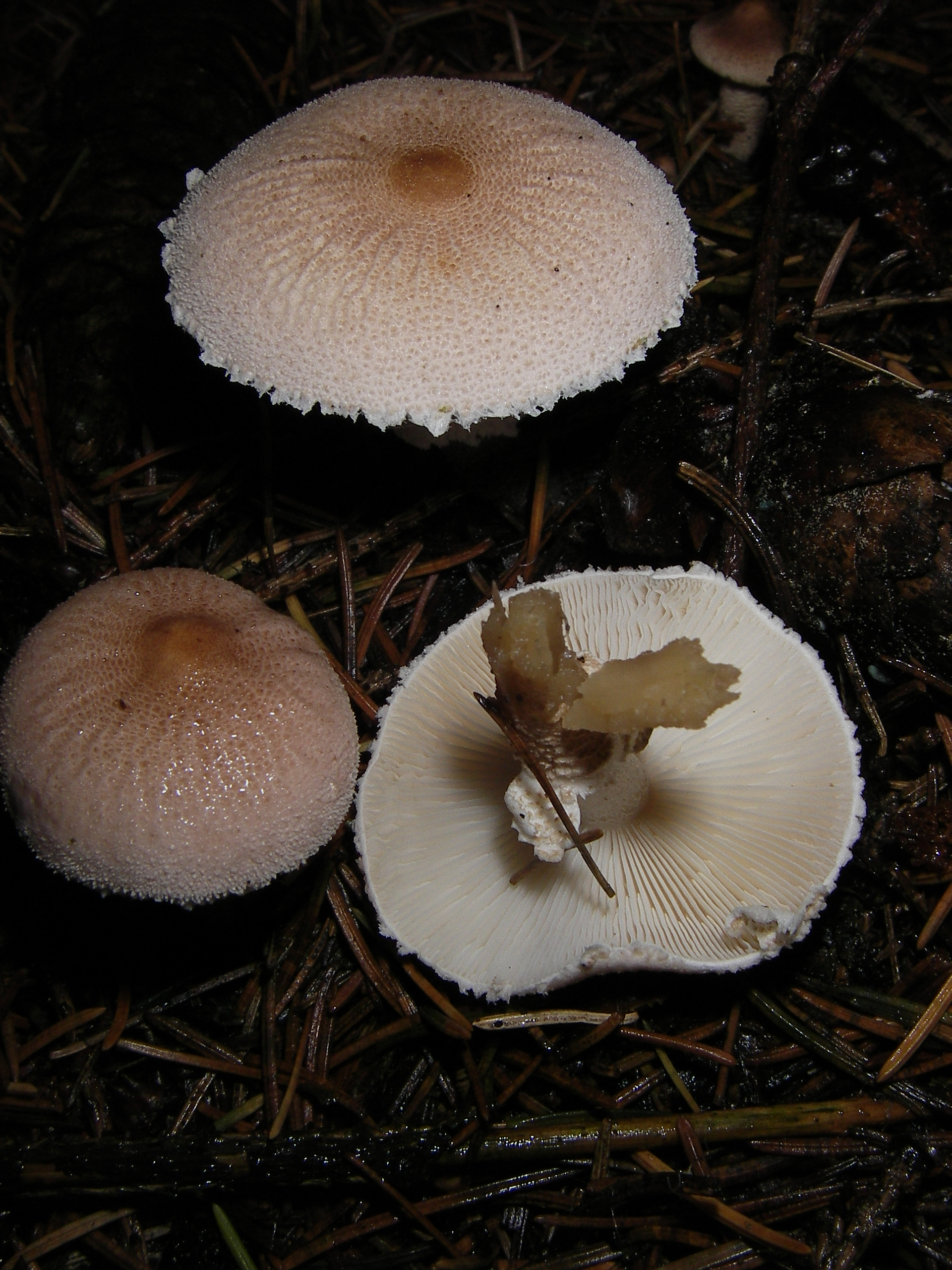
!Cystoderma carcharias!
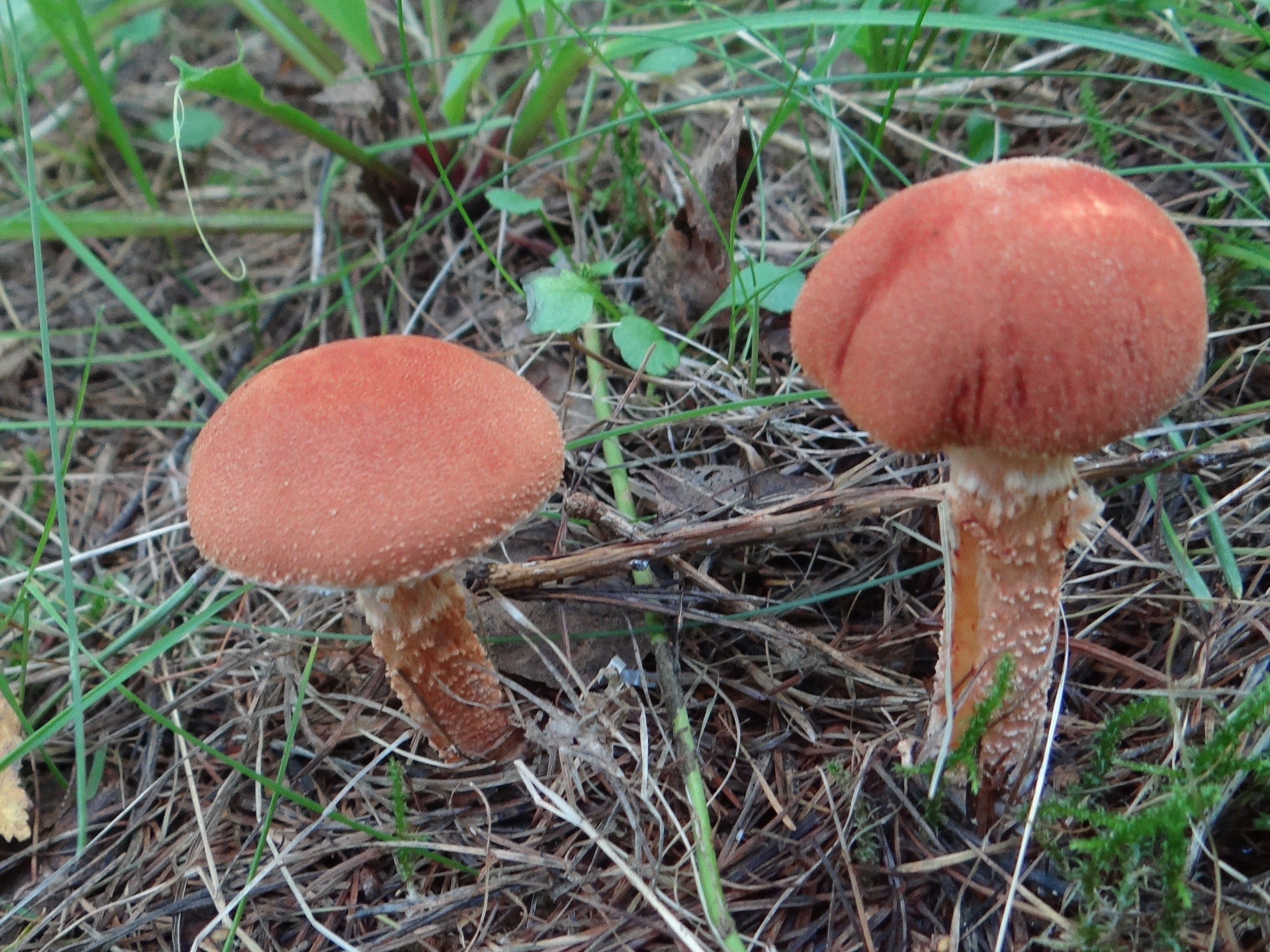
Cystodermella cinnabarina
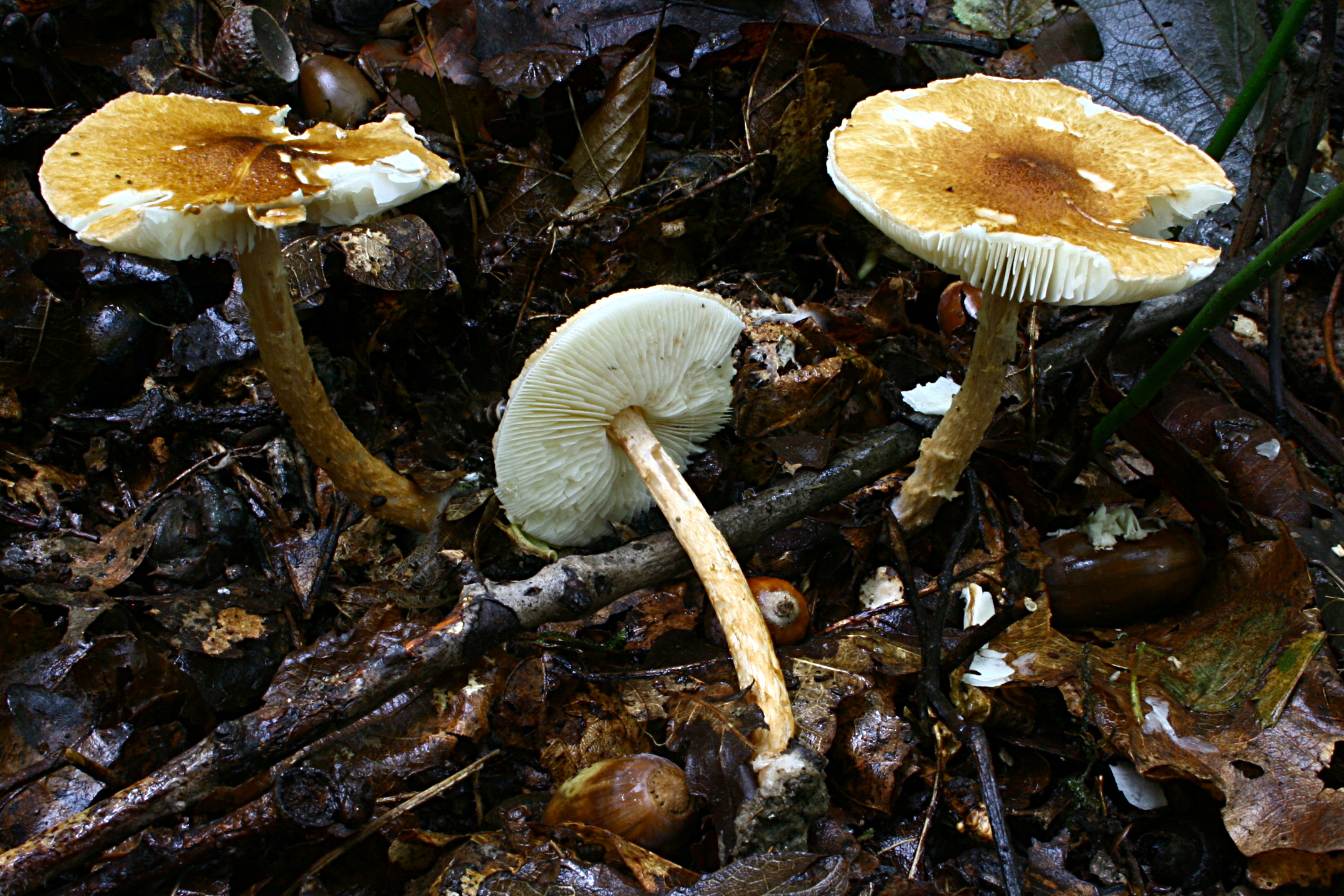
!!Lepiota boudieri!!
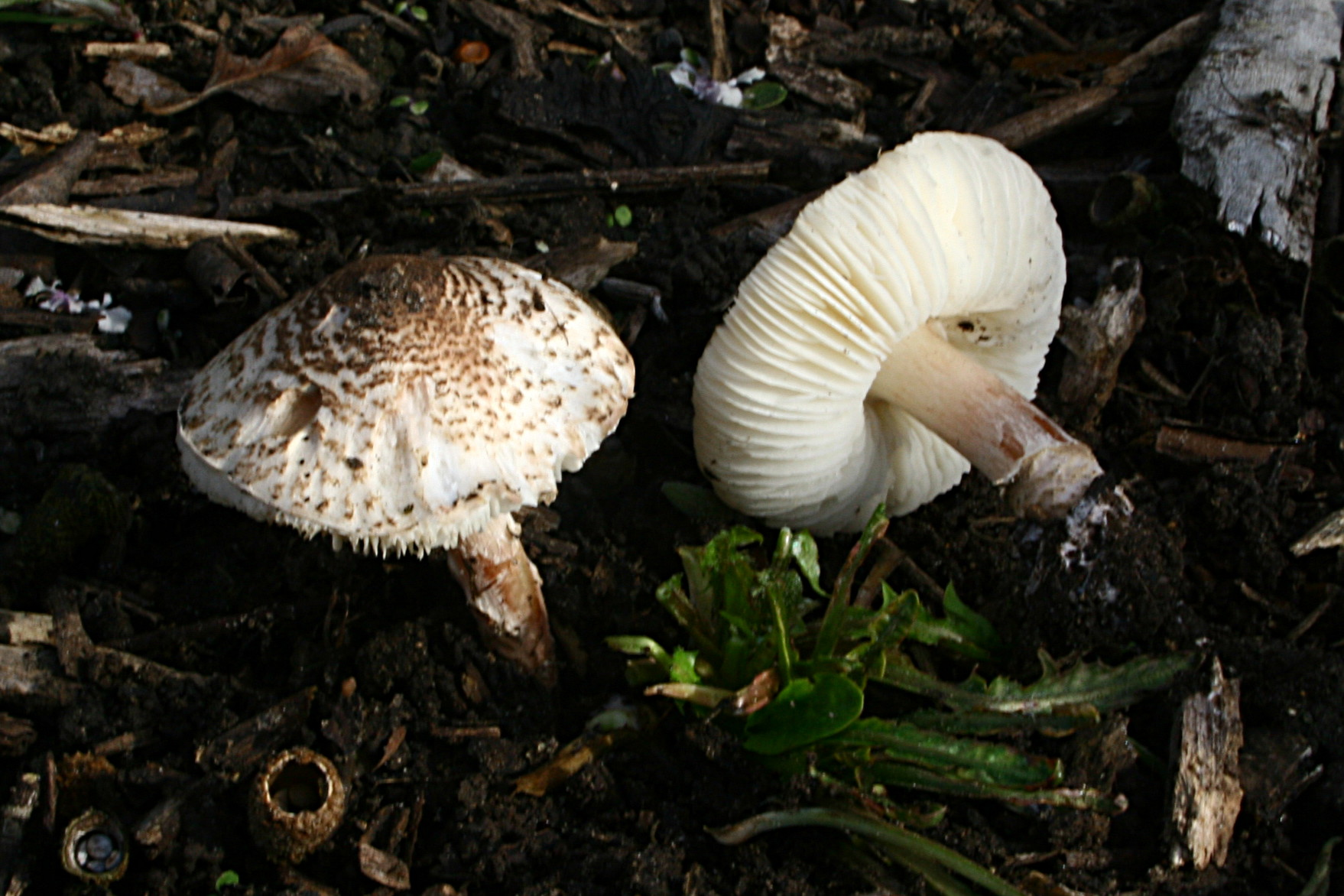
!!!Lepiota brunneoincarnata!!!
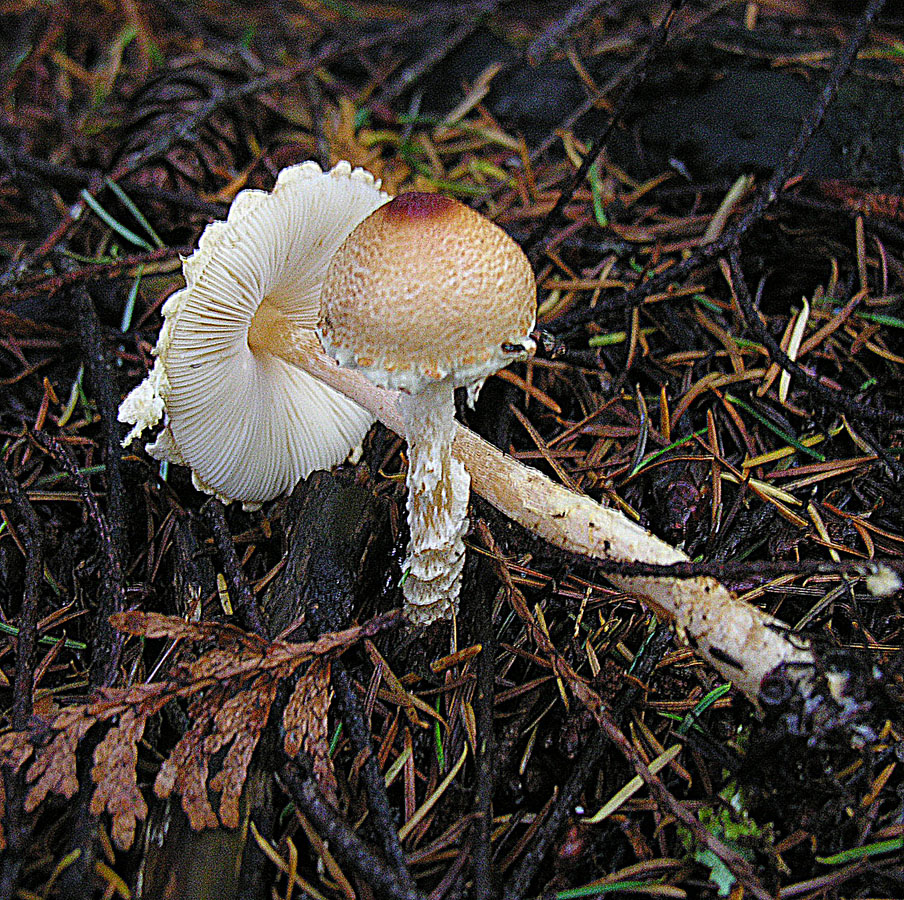
!!Lepiota clypeolaria!!
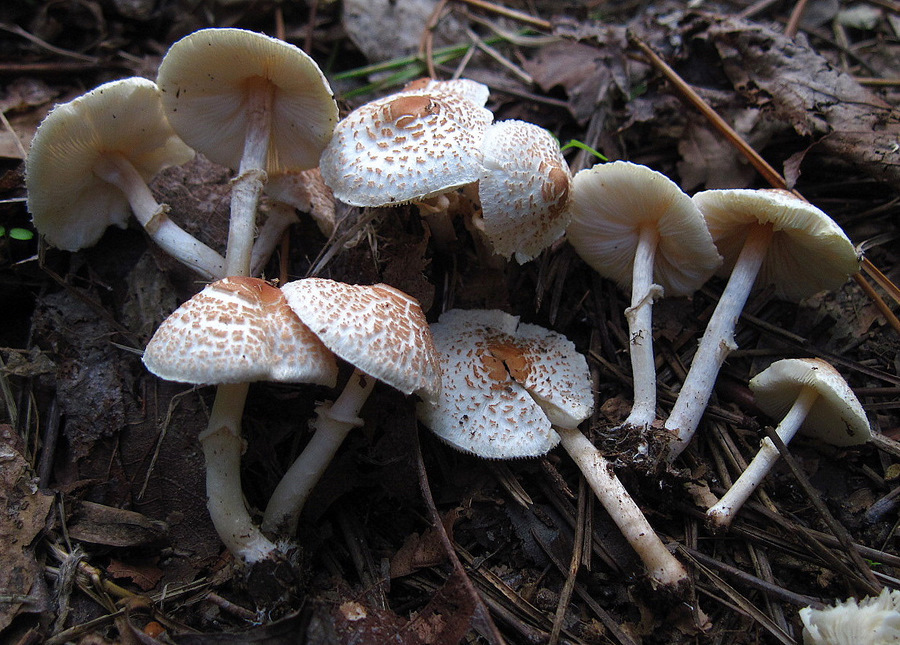
!!Lepiota cristata!!
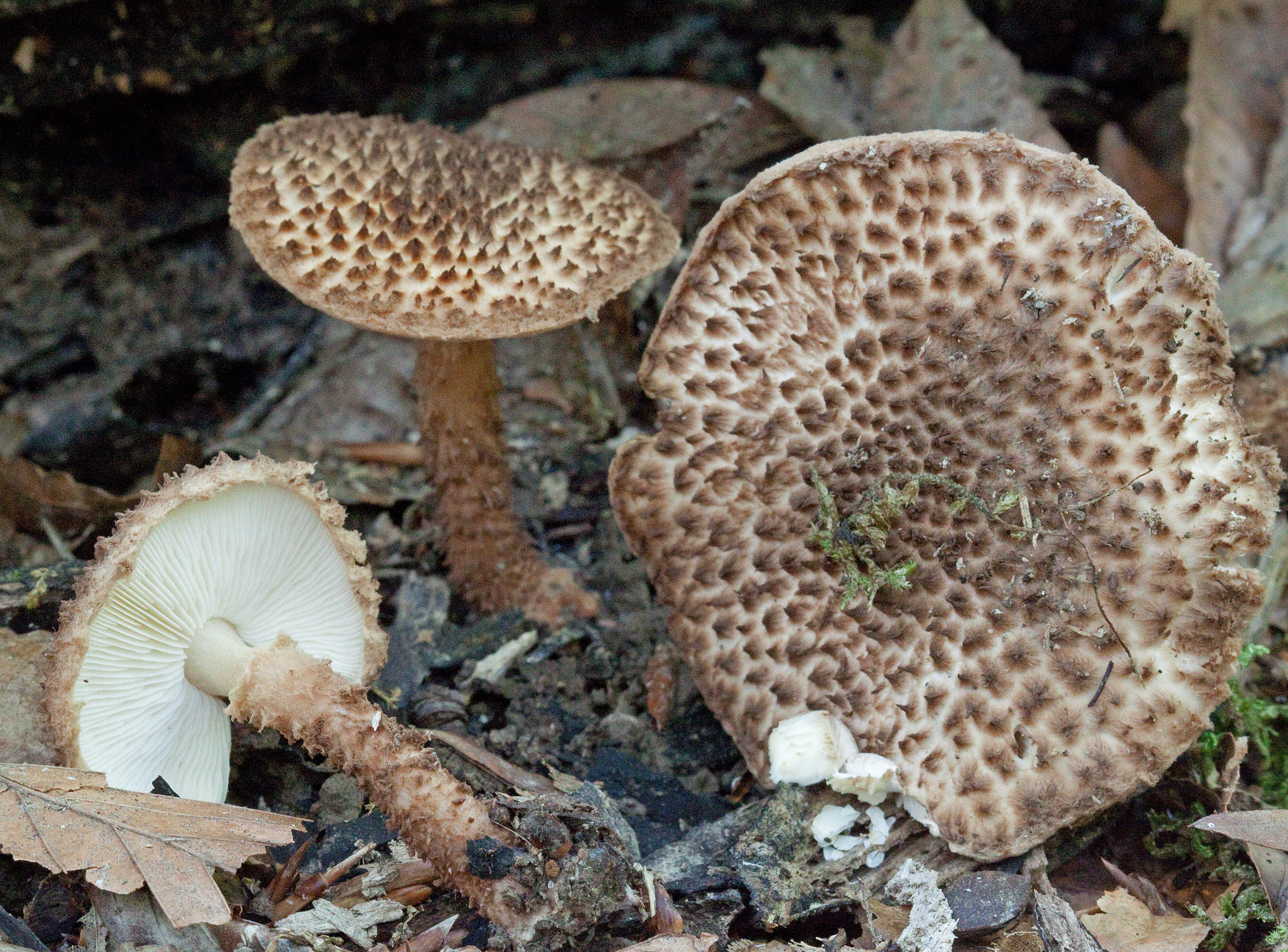
!!Lepiota eriophora!!
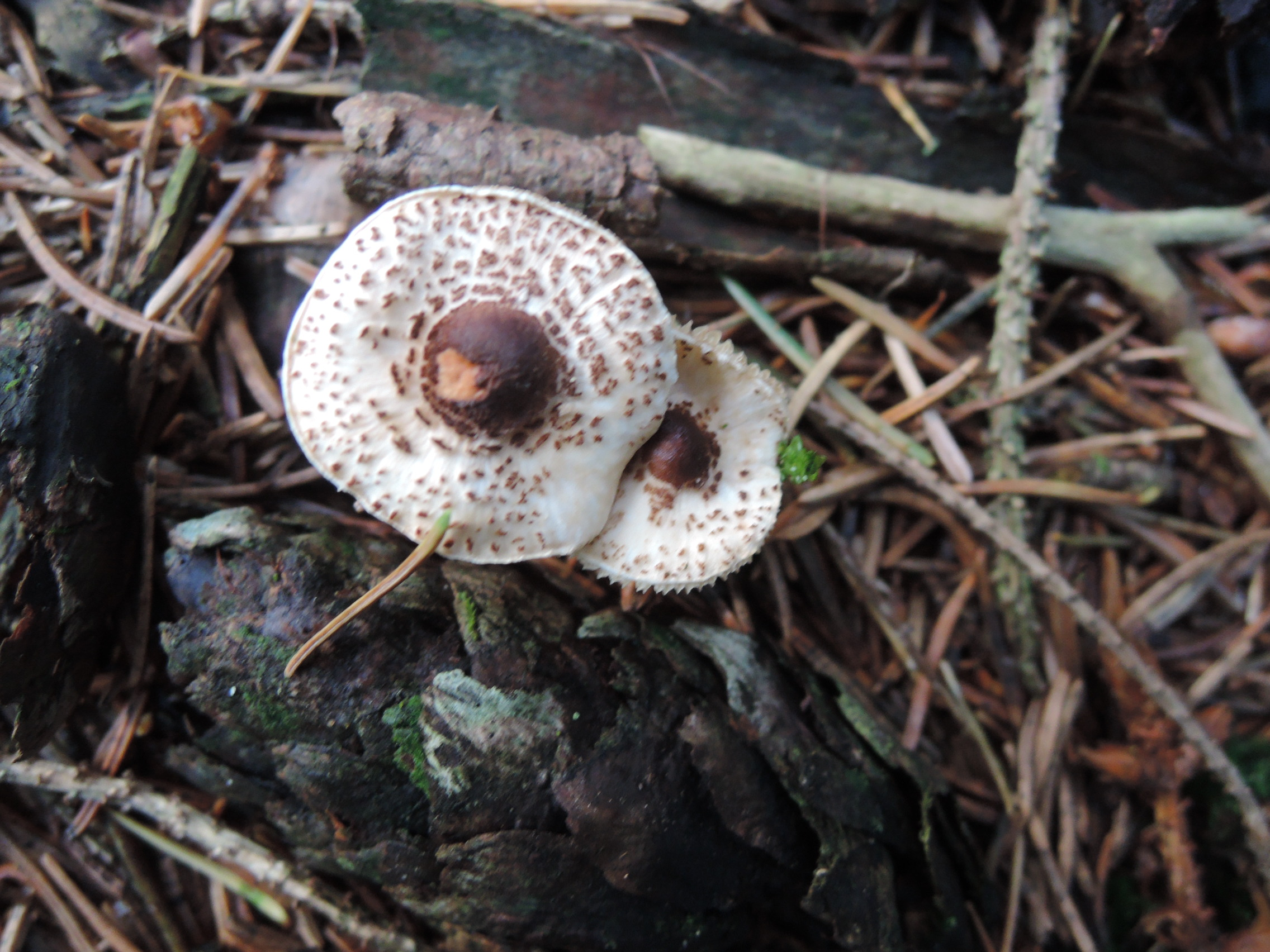
!!Lepiota felina!!
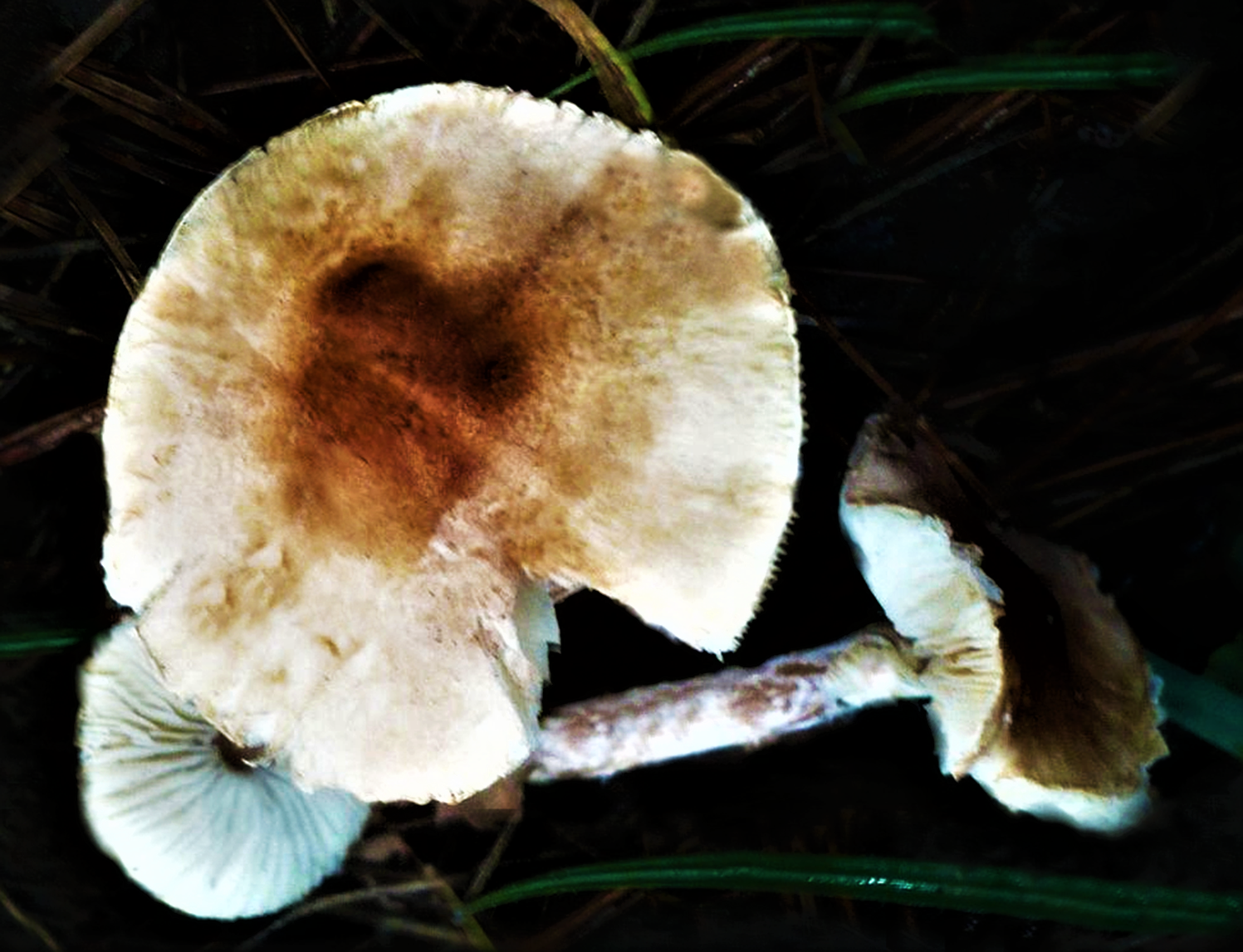
!!!Lepiota helveola!!!

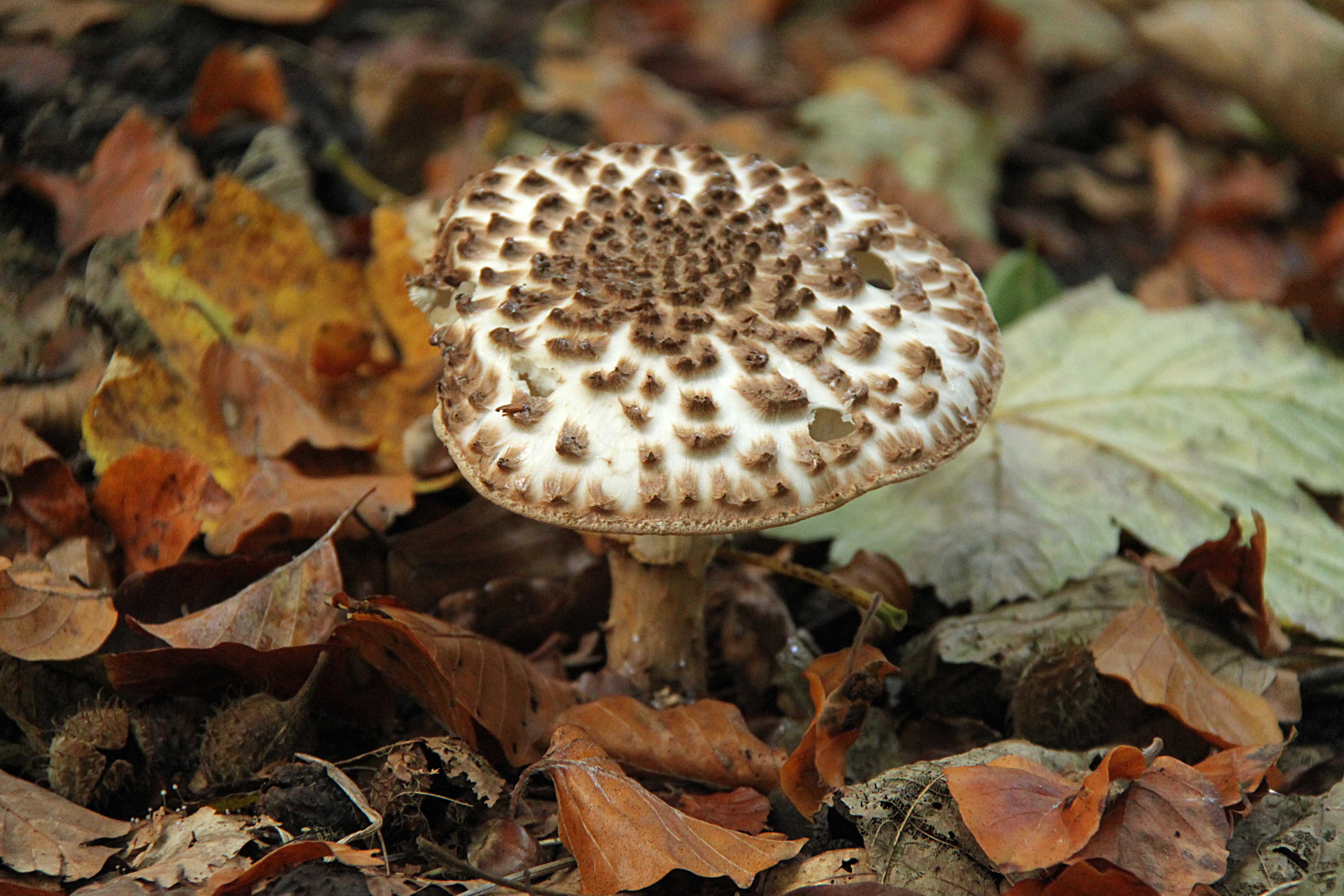
!Lepiota hystrix!
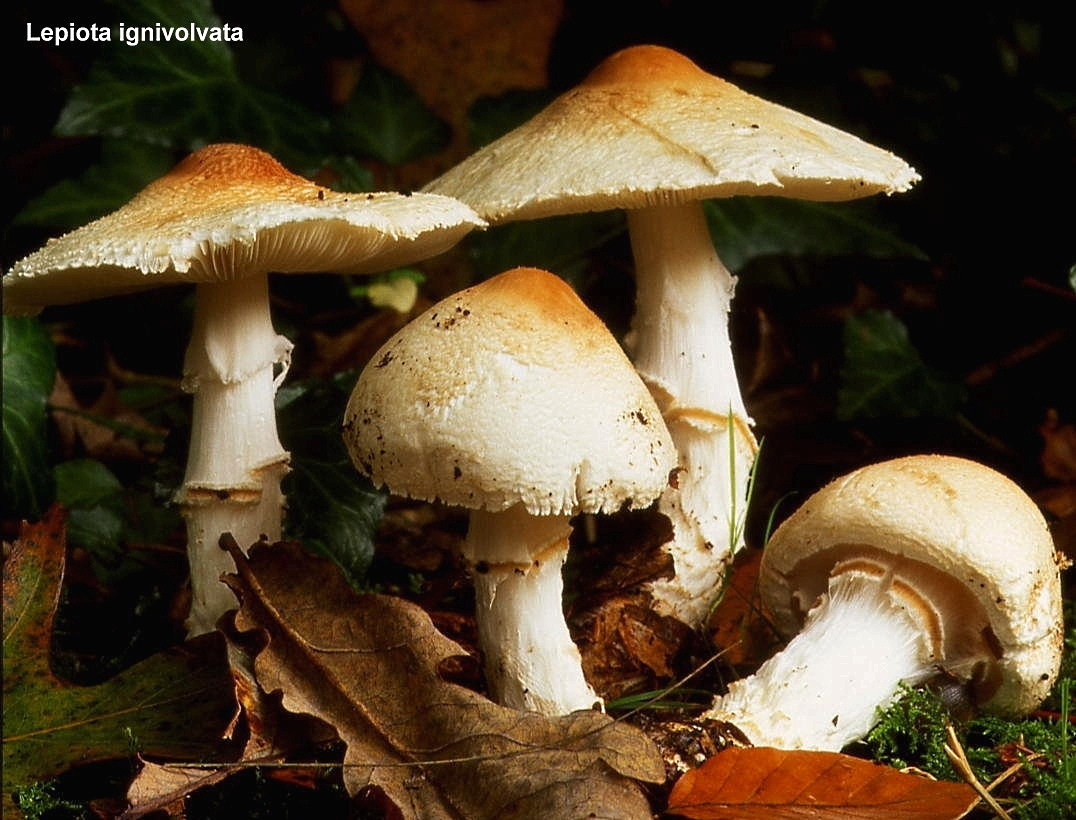
Lepiota ignivolvata
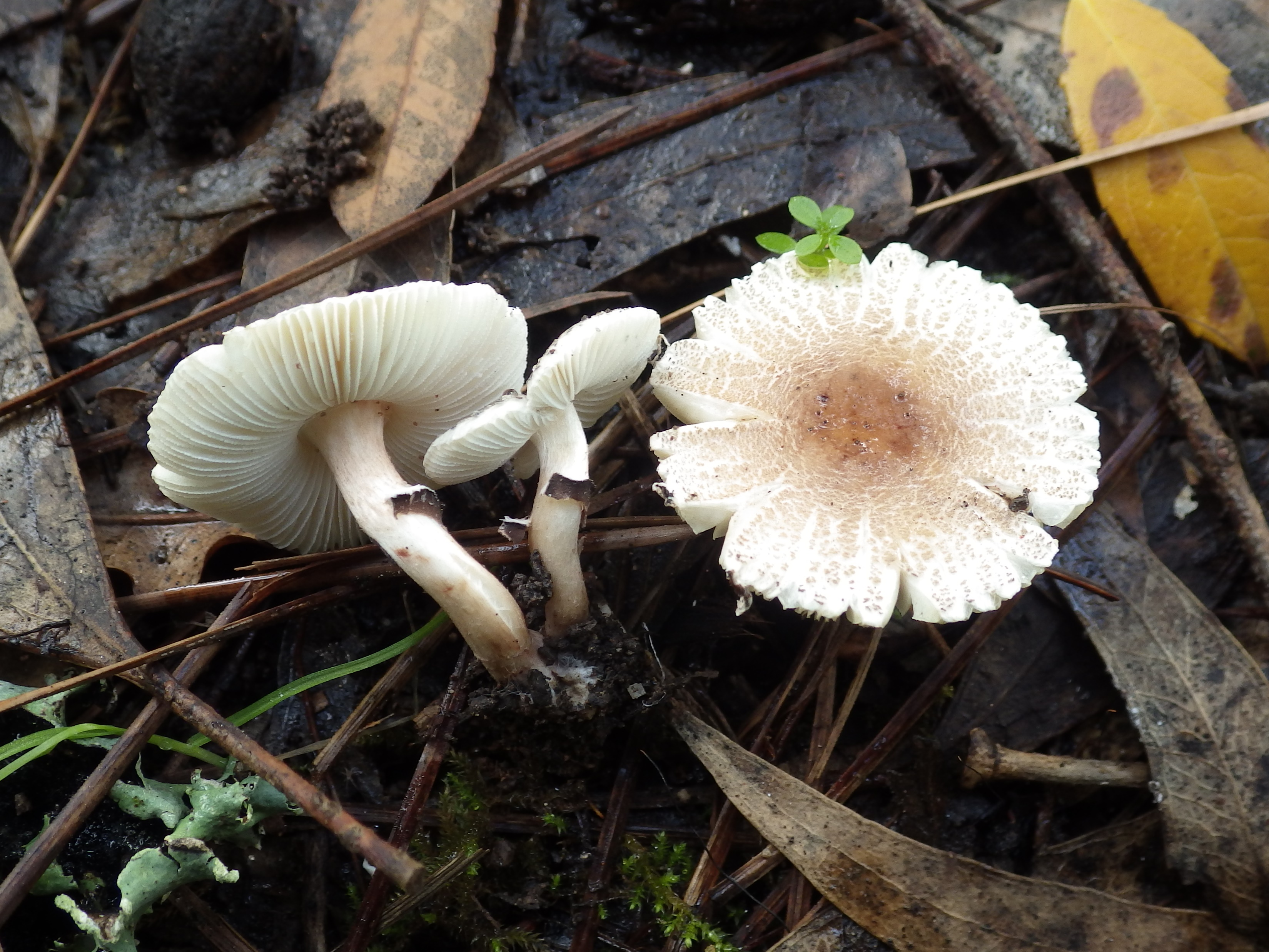
!!Lepiota lilacea!!
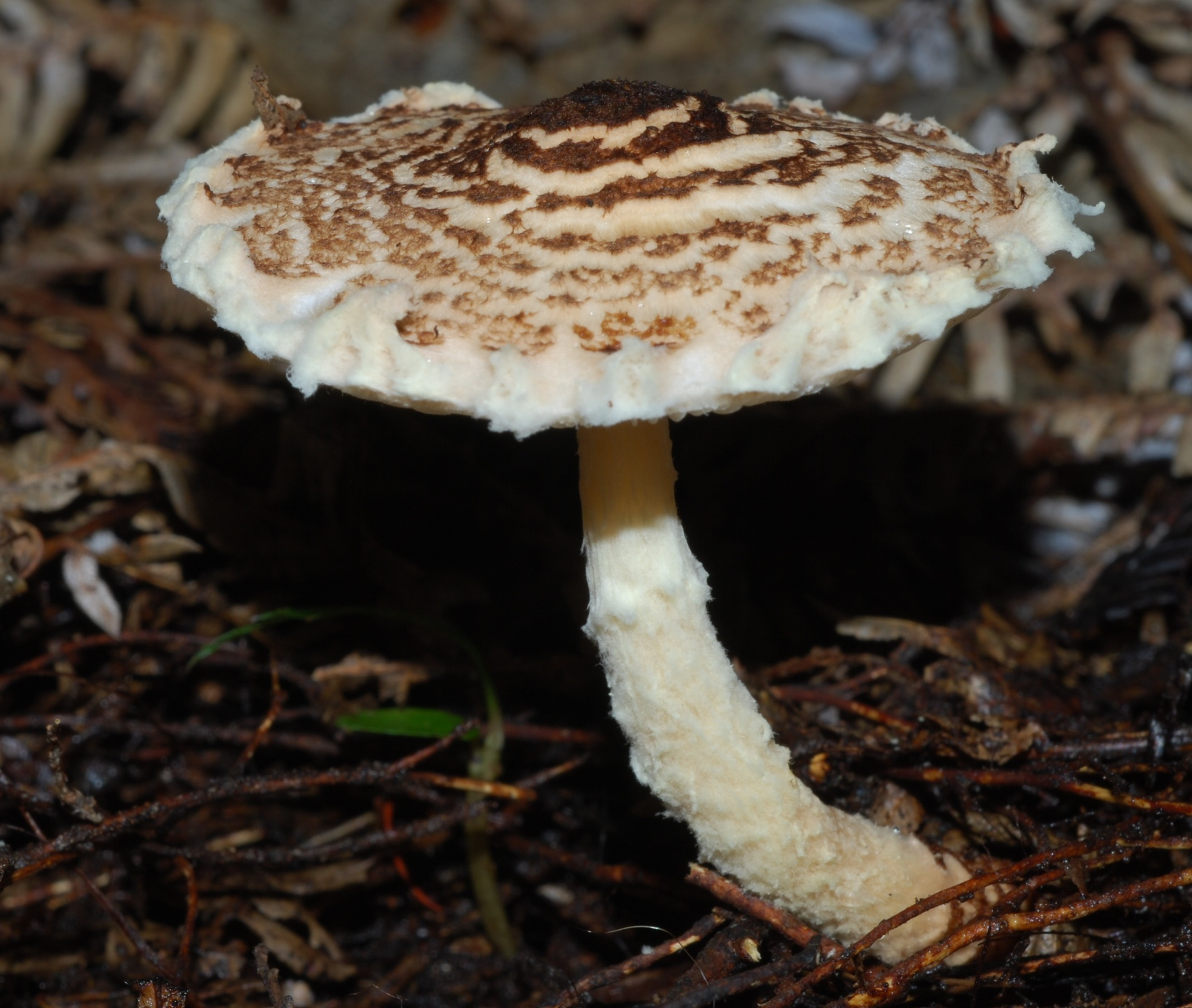
!!Lepiota magnispora!!
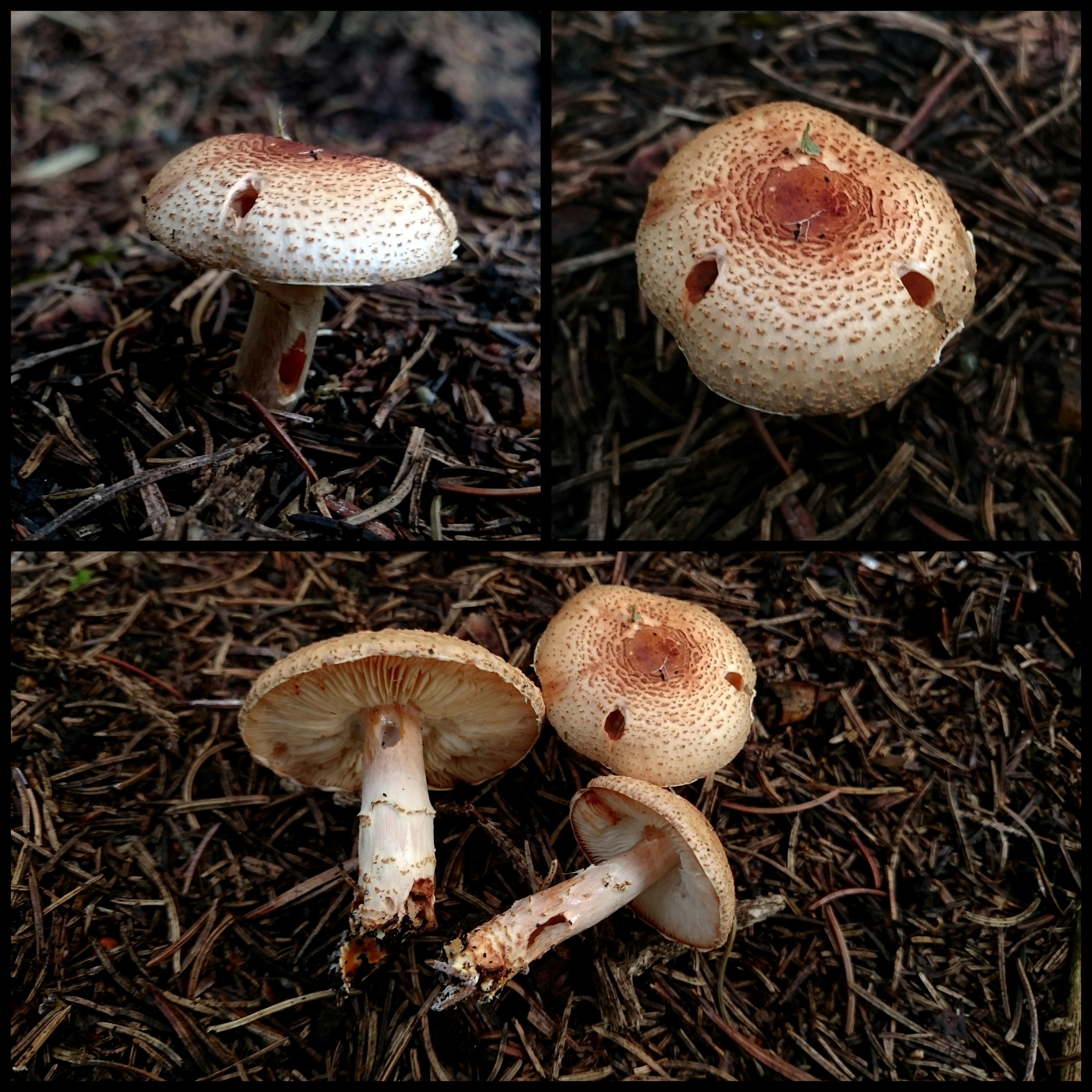
!!Lepiota ochraceofulva!!
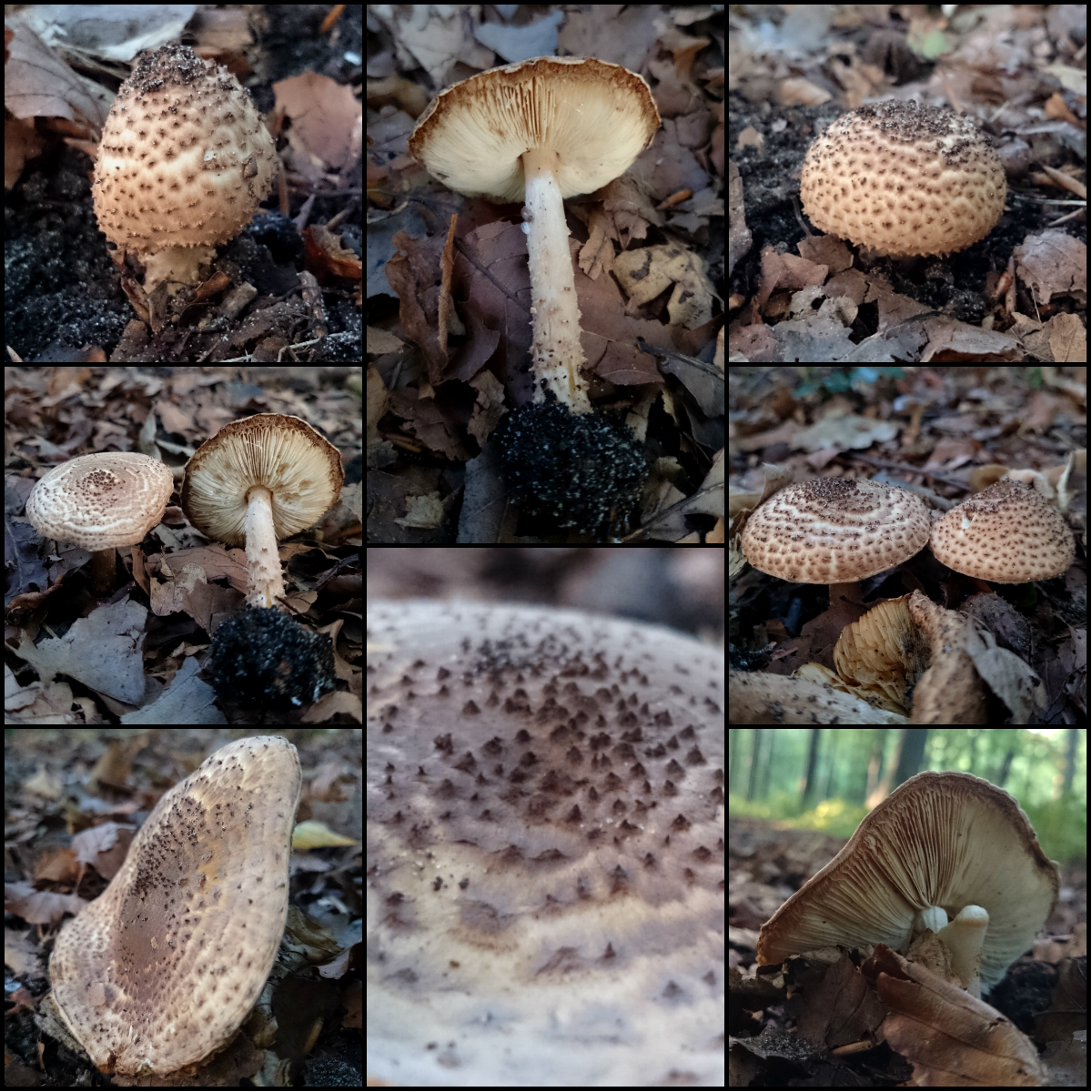
!!Lepiota perplexa!!
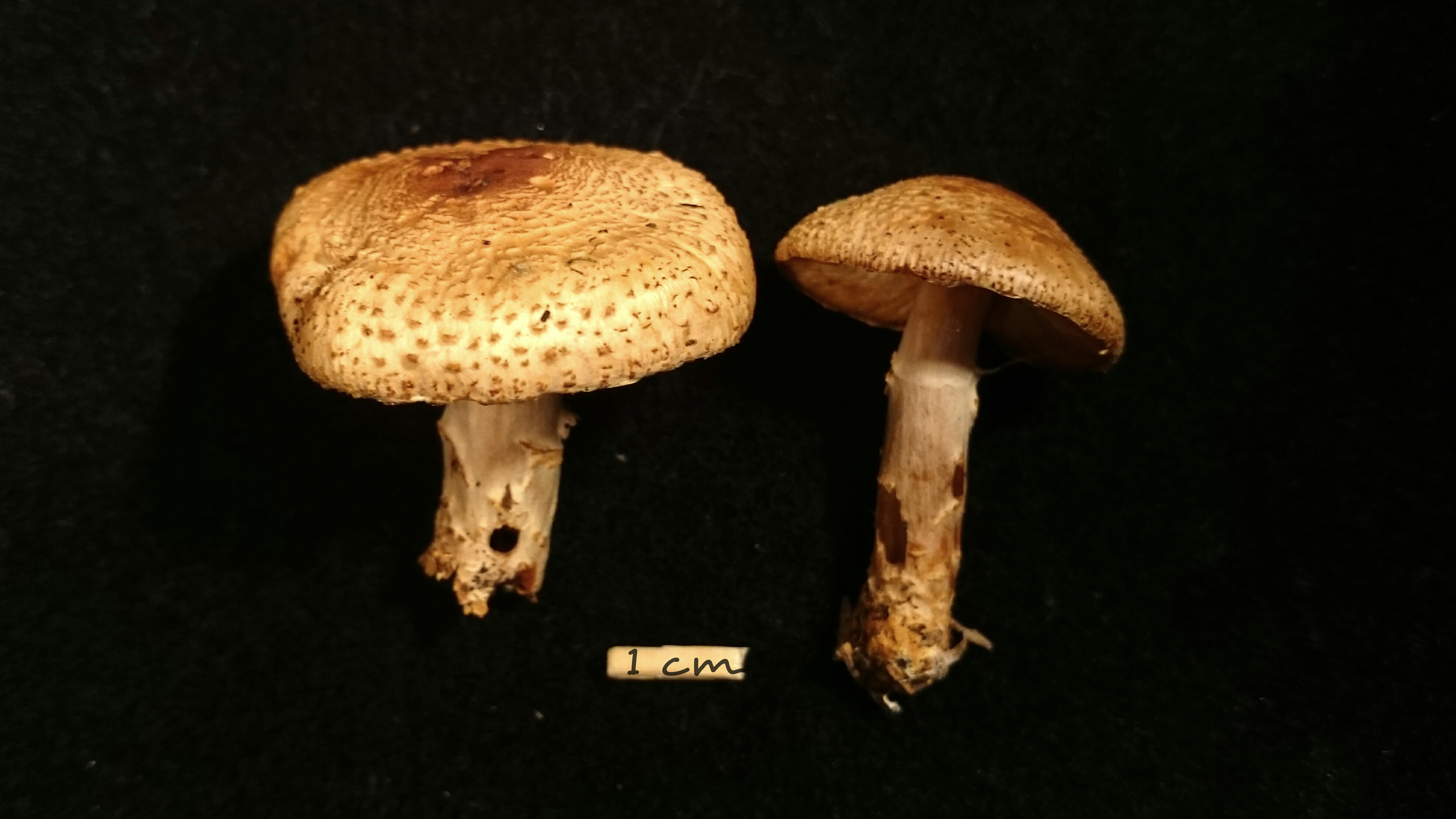
!!!Lepiota pseudolilacea sin. Lepiota pseudohelveola!!!
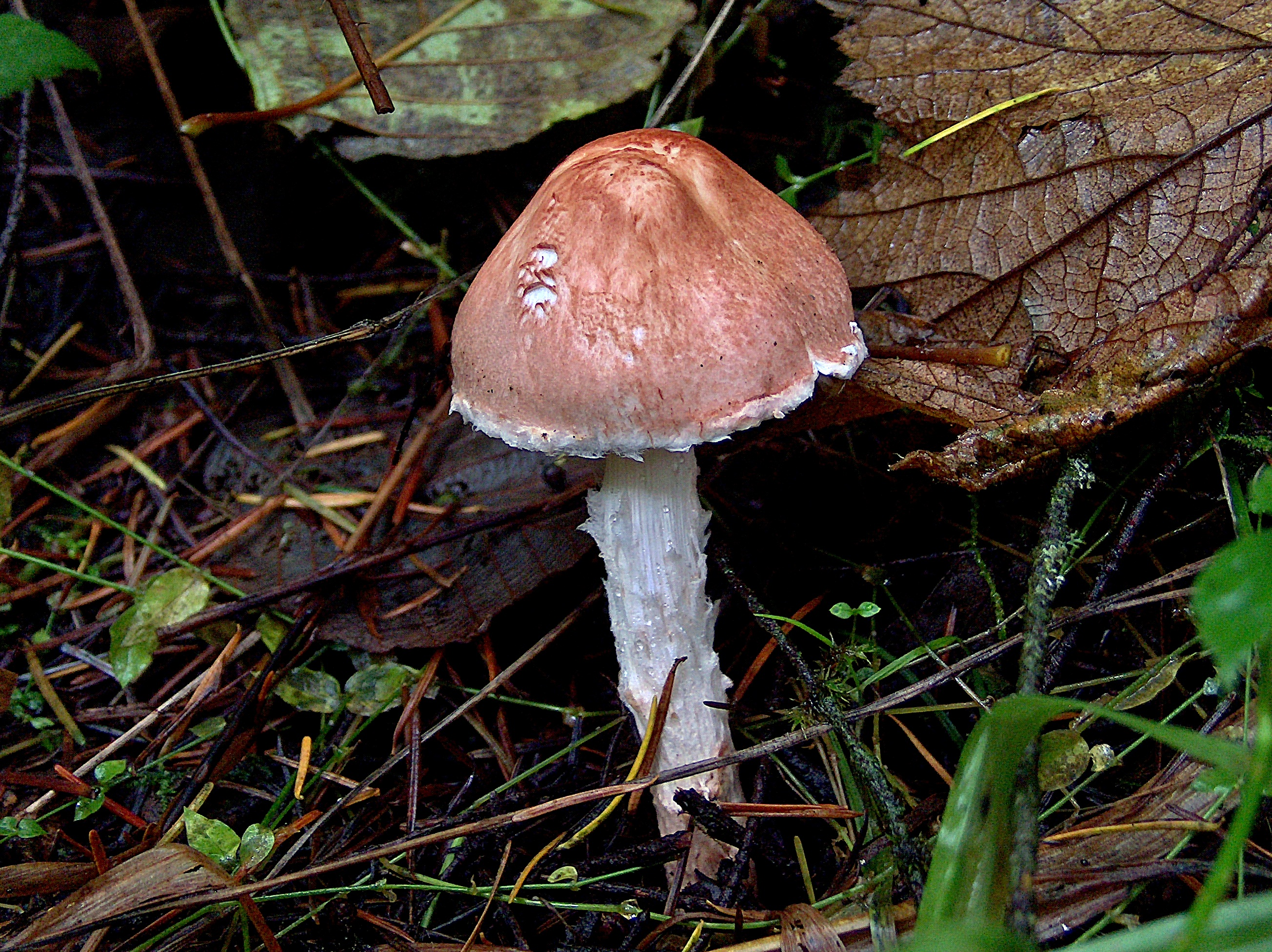
!!!Lepiota subincarnata!!!

## Toxicitate
Deși nu de mărime semnificativă, ciuperca apare destul de atractivă datorită mirosului și gustului plăcut, fiind însă letală, pentru că conține α-amanitină în doze mari care cauzează așa numitul sindrom faloidian, provocând astfel, chiar ingerată doar în cantități mici, intoxicații grave și daune organice, în special ale ficatului. α-Amanitina diferă în structura ei numai în azotul amidic a reziduurilor de asparagină de β-amanitină, iar de γ-amanitina doar într-o grupare hidroxilă. Aceștia sunt, de asemenea, compuși solvabil în apă, rezistenți la căldură, care nu pot fi distruși în tractul gastrointestinal uman și blochează formarea de proteine noi în celule de aceeași eficacitate. Aceasta înseamnă că α-amanitinele, împreună cu cele β- și γ precum altelor, contează cu drept ca ingredientele active cele mai periculoase care apar în mod natural. Doza letală de amanitină la om este de 0,1 miligrame pe kilogram de greutate corporală, pentru o persoană de 70 kilograme adică aproximativ 7 miligrame. Această cantitate este conținută în mai puțin de 35 de grame de ciuperci proaspete.
Primele simptome provocate de amanitină sunt de natură gastrointestinală care includ greață severă, precum și diaree și vărsături violente. Acestea apar de obicei numai 8 până 12 ore după consum, uneori după 24 sau chiar 48 de ore. În toate cazurile este prea târziu pentru a interveni în mod eficient, de exemplu prin  pomparea stomacului. Simptomele dispar timp de două-trei zile, pentru a se dezvolta aproape mereu, la aproximativ cinci zile după ingerare, o insuficiență hepatică completă (coma hepaticum) dar și o insuficiență renală. Deteriorarea pancreasului și a inimii sunt posibile. Astăzi se poate face o transfuzie cu antidotul Antanamid, obținut din Amanita phalloides, care conține această substanță în cantități mici. Din 1977, substanța este produsă artificial. De asemenea, se poate tratează cu preparatul Sibilin, iar în lipsa acestuia cu penicilina G. Dacă tratamentul ar fi fost zadarnic, speranța unei persoane infectate rămâne doar într-un transplant de ficat.